# Menotey
Menotey est une commune française située dans le département du Jura, dans la région culturelle et historique de Franche-Comté et la région administrative Bourgogne-Franche-Comté. 
Ses habitants se nomment les Menoteyers et Menoteyères. 
Le village compte un hameau : Les Baraques.

## Géographie

### Situation
Menotey est situé à 8 km au nord-est de Dole, sur la route de Gray, et marque la séparation entre la plaine du Doubs et celle de la Saône.
On peut d’ailleurs, sur le chemin des Crétillotes  admirer un panorama unique, à l’est, sur la chaîne du Jura et à l’ouest sur la plaine de la Saône et le pays dijonnais.
Accroché à flanc de coteau, le village est orienté au sud et à l’ouest sur les premiers contreforts du massif de la Serre, qui constitue l’extrémité sud du massif des Vosges. En effet le massif de la Serre est constitué pour l’essentiel d’un socle granitique. 
On peut facilement le constater en se promenant dans la forêt, où des roches granitiques affleurent, ainsi que dans le cours du ruisseau.
Une exploitation de porphyre d’excellente qualité existe d’ailleurs sur le territoire des communes d’Offlanges et de Moissey.
Cependant les affleurements calcaires sont ici également très nombreux et c’est cette situation originale qui vaut à cette région sa vocation viticole sur les terrains argilo-calcaires qui composent la quasi-totalité de sa superficie.
La superficie de la commune est de 485 ha, dont 125 sont couverts par la forêt, qui est communale pour près de 93 ha.

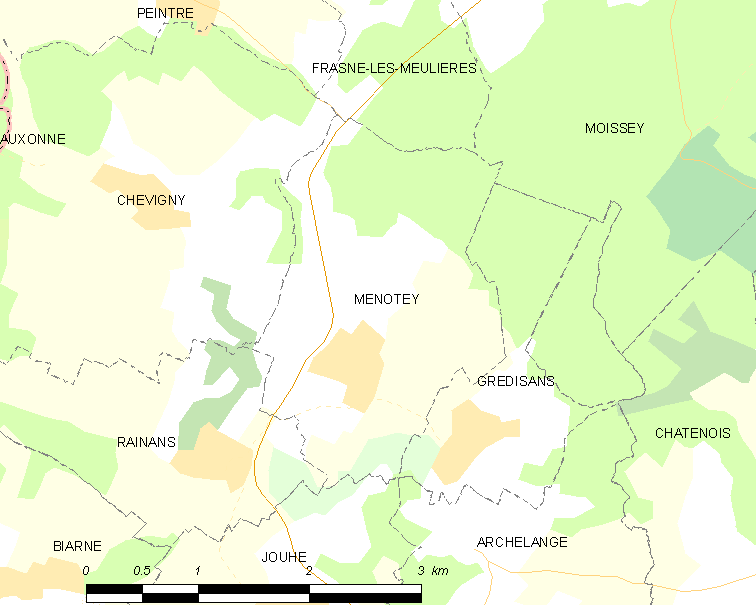
Carte de la commune de Menotey et des proches communes.

| Chevigny | Frasne-les-Meulières | Moissey    |
|          | Menotey              | Gredisans  |
| Rainans  | Jouhe                | Archelange |

### Hydrographie
L’activité hydrologique est assez intense, bien que peu évidente. 
De très nombreuses sources existent dans le village, dont certaines ne tarissent jamais, même pendant les étés très secs. 
Jusqu’à un passé récent, la source des Baraques, était régulièrement visitée et on s’y désaltérait volontiers, d’une eau fraîche, pure et non calcaire.
Malheureusement la présence de quelques colibacilles ont obligé à la déclarer non potable.
Les deux fontaines du village, rue des Bourguerins et place de la Bourgoisotte, ont été aménagées il y a plusieurs siècles, ce qui montre bien l’importance qu’elles avaient dans la vie du village.
- Ruisseau des Joncprés (Longs-Prés). Source sise à Menotey.
- Bief du Moulin
- Ruisseau de la Forêt.  Source sise à Menotey.

### Climat
Pour des articles plus généraux, voir Climat de la Bourgogne-Franche-Comté et Climat du département du Jura.
En 2010, le climat de la commune est de type climat des marges montargnardes, selon une étude du Centre national de la recherche scientifique s'appuyant sur une série de données couvrant la période 1971-2000. En 2020, Météo-France publie une typologie des climats de la France métropolitaine dans laquelle la commune est exposée à un climat semi-continental et est dans une zone de transition entre les régions climatiques « Bourgogne, vallée de la Saône » et « Jura ». 
Pour la période 1971-2000, la température annuelle moyenne est de 10,3 °C, avec une amplitude thermique annuelle de 17,5 °C. Le cumul annuel moyen de précipitations est de 1 048 mm, avec 12,5 jours de précipitations en janvier et 8,5 jours en juillet. Pour la période 1991-2020, la température moyenne annuelle observée sur la station météorologique de Météo-France la plus proche, « Dole », sur la commune de Dole à 8 km à vol d'oiseau, est de 11,6 °C et le cumul annuel moyen de précipitations est de 1 023,0 mm. 
La température maximale relevée sur cette station est de 40 °C, atteinte le 31 juillet 2020 ; la température minimale est de −24 °C, atteinte le 10 janvier 1985,,. 
Les paramètres climatiques de la commune ont été estimés pour le milieu du siècle (2041-2070) selon différents scénarios d'émission de gaz à effet de serre à partir des nouvelles projections climatiques de référence DRIAS-2020. Ils sont consultables sur un site dédié publié par Météo-France en novembre 2022.

## Urbanisme

### Typologie
Au 1er janvier 2024, Menotey est catégorisée commune rurale à habitat dispersé, selon la nouvelle grille communale de densité à sept niveaux définie par l'Insee en 2022.
Elle est située hors unité urbaine. Par ailleurs la commune fait partie de l'aire d'attraction de Dole, dont elle est une commune de la couronne,. Cette aire, qui regroupe 87 communes, est catégorisée dans les aires de 50 000 à moins de 200 000 habitants,.

### Occupation des sols
L'occupation des sols de la commune, telle qu'elle ressort de la base de données européenne d’occupation biophysique des sols Corine Land Cover (CLC), est marquée par l'importance des territoires agricoles (65,3 % en 2018), une proportion identique à celle de 1990 (65,3 %). La répartition détaillée en 2018 est la suivante : 
prairies (37,5 %), terres arables (27,8 %), forêts (25,2 %), zones urbanisées (6,3 %), milieux à végétation arbustive et/ou herbacée (3,2 %). L'évolution de l’occupation des sols de la commune et de ses infrastructures peut être observée sur les différentes représentations cartographiques du territoire : la carte de Cassini (XVIIIe siècle), la carte d'état-major (1820-1866) et les cartes ou photos aériennes de l'IGN pour la période actuelle (1950 à aujourd'hui).

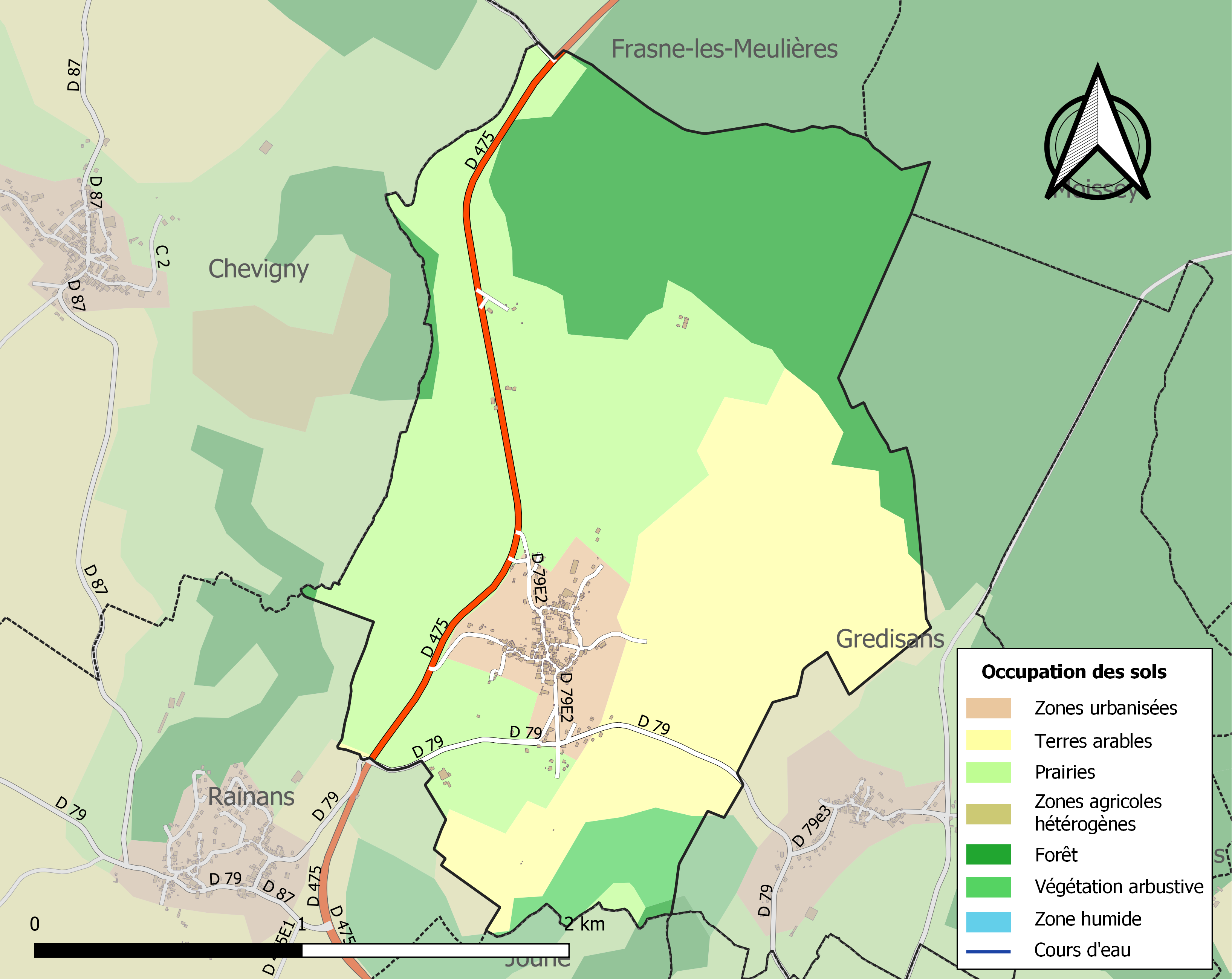
Carte des infrastructures et de l'occupation des sols de la commune en 2018 (CLC).

## Histoire
Si l’origine du nom de Menotey fait encore l’objet de controverses, on s’accorde généralement à penser qu’il viendrait de monasterium (monastère) puis qu’effectivement Menotey a abrité un monastère dépendant de celui de Saint-Vivant (près de Biarne, à 4 km environ) Des traces de vie bien plus anciennes ont été retrouvées, puisqu'à l’occasion de travaux routiers, des sépultures d’un cimetière burgonde du Ve ou VIe siècle ont été mises au jour
Même si Menotey a connu des heures sombres – que ce soit le saccage par les troupes de Louis XI en 1479, ou la décimation par la peste et la guerre en 1636 - le village conserve, du Moyen Âge et de la Renaissance, des traces évidentes d’un passé prospère, à l’image de son église, la plus imposante de toute la paroisse, et de certaines maisons aux allures de petits châteaux et en particulier celle de la rue Jean Faivre, flanquée d’une tour percée de meurtrières qui fut, à la fin du XVIIIe siècle, la demeure du dernier possesseur féodal de Menotey, Joseph Jean Philibert d’Orival.
Mais la réputation de Menotey était surtout due à son vignoble, dont on nous dit qu’au siècle dernier, il produisait les meilleurs vins blancs et rouges de l’arrondissement de Dole. Cette production viticole constituait jusqu’au début du XXe siècle encore la principale des ressources agricoles, que malheureusement le phylloxera a réduit à néant ou presque. En 1870, on ne comptait pas moins de 208 ha de vignes exploitées sur le territoire communal (40 % de la superficie de la commune).
Entre 1919 et 1925, érection du Monument aux Morts, sous le mandat d'E. Jacquinot (P. Lormet, adjoint)

## Politique et administration

### Liste des maires
| Période                                  | Période   | Identité              | Étiquette | Qualité                                    |
| ---------------------------------------- | --------- | --------------------- | --------- | ------------------------------------------ |
| Les données manquantes sont à compléter. |           |                       |           |                                            |
| circa 1804                               |           | Philippe Pernin       |           |                                            |
| 1807                                     | vers 1811 | Quentin Carrière      |           |                                            |
| circa 1816                               |           | Jean Baptiste Pernin  |           |                                            |
| vers 1836                                |           | Louis Connille        |           |                                            |
| vers 1842                                |           | Charles-Joseph Berçot |           |                                            |
| vers 1844-1850                           |           | Paul Simiot           |           |                                            |
| Décembre 1857                            |           | Pierre Bonjean        |           |                                            |
| vers 1859                                |           | François Berthet      |           | Propriétaire                               |
| Juillet 1860                             |           | Pierre Bonjean        |           |                                            |
| vers 1862                                |           | Joseph H. Connille    |           |                                            |
| circa 1878                               |           | Jules-André Simiot    |           |                                            |
| circa 1886                               |           | François Fusy-Faivre  |           |                                            |
| 1900                                     | 1904      | Jacques Bullet        |           |                                            |
| 1904                                     | 1912      | Honoré Berthet        |           |                                            |
| 1912                                     | 1919      | Jean-François Dutrut  |           |                                            |
| 1919                                     | 1925      | Edgard Jacquinot      |           |                                            |
| 1925                                     | 1929      | Joseph-Louis Burgiard |           |                                            |
| 1929                                     | 1935      | Honoré Berthet        |           |                                            |
| 1935                                     | 1944      | Henri Bernard         |           | Officier, chevalier de la Légion d'honneur |
| 1944                                     | 1971      | Henri Berthet         |           |                                            |
| 1971                                     | 1985      | Roger Lugand          |           |                                            |
| 1989                                     | 1995      | Yvette Bouton         | SE        |                                            |
| 1995                                     | 2008      | Christian Degrange    | SE        |                                            |
| 2008                                     | 2014      | Alain Alonzo          | SE        |                                            |
| 2014                                     | 2020      | Joachim Dayet         |           |                                            |
| 2020                                     | En cours  | Cyril Millier         |           |                                            |

## Population et société

### Démographie
L'évolution du nombre d'habitants est connue à travers les recensements de la population effectués dans la commune depuis 1793. Pour les communes de moins de 10 000 habitants, une enquête de recensement portant sur toute la population est réalisée tous les cinq ans, les populations de référence des années intermédiaires étant quant à elles estimées par interpolation ou extrapolation. Pour la commune, le premier recensement exhaustif entrant dans le cadre du nouveau dispositif a été réalisé en 2007.

En 2022, la commune comptait 301 habitants, en évolution de +1,01 % par rapport à 2016 (Jura : −0,81 %, France hors Mayotte : +2,11 %).
| 1793 | 1800 | 1806 | 1821 | 1831 | 1836 | 1841 | 1846 | 1851 |
| ---- | ---- | ---- | ---- | ---- | ---- | ---- | ---- | ---- |
| 582  | 738  | 627  | 653  | 639  | 650  | 673  | 707  | 702  |

| 1856 | 1861 | 1866 | 1872 | 1876 | 1881 | 1886 | 1891 | 1896 |
| ---- | ---- | ---- | ---- | ---- | ---- | ---- | ---- | ---- |
| 591  | 653  | 649  | 663  | 633  | 560  | 550  | 450  | 420  |

| 1901 | 1906 | 1911 | 1921 | 1926 | 1931 | 1936 | 1946 | 1954 |
| ---- | ---- | ---- | ---- | ---- | ---- | ---- | ---- | ---- |
| 414  | 412  | 365  | 297  | 254  | 254  | 245  | 203  | 202  |

| 1962 | 1968 | 1975 | 1982 | 1990 | 1999 | 2006 | 2007 | 2012 |
| ---- | ---- | ---- | ---- | ---- | ---- | ---- | ---- | ---- |
| 229  | 210  | 217  | 189  | 202  | 235  | 269  | 274  | 280  |

| 2017 | 2022 | - | - | - | - | - | - | - |
| ---- | ---- | - | - | - | - | - | - | - |
| 306  | 301  | - | - | - | - | - | - | - |

Si la population du village se chiffrait à 738 âmes en 1800 l’exode rural a fait son œuvre, renforcé par l’épidémie de phylloxera dès la deuxième moitié du XIXe siècle, de telle sorte qu’au début du XXe siècle notre village ne comptait plus que 410 habitants.
La pente descendante tirait inexorablement la courbe de la population vers les abîmes, atteints en 1982 où le village ne comptait plus que 189 habitants lors du recensement.
Depuis cette date on assiste à une remontée régulière de la population puisqu’après avoir compté 202 habitants en 1990 et en 1995, on en dénombrait 289 à fin 2001 pour seulement 238 au recensement de mars 99. Le seuil  des 300 a été atteint fin 2002, et ce notamment grâce à des rénovations de maisons, essentiellement pour des logements locatifs, mais également par la conversion de résidences secondaires en résidences principales. La population était de 290 en 2015.

### Manifestations culturelles et festivités
FETE DE LA SOUPE : deuxieme dimanche d'Octobre

## Culture locale et patrimoine

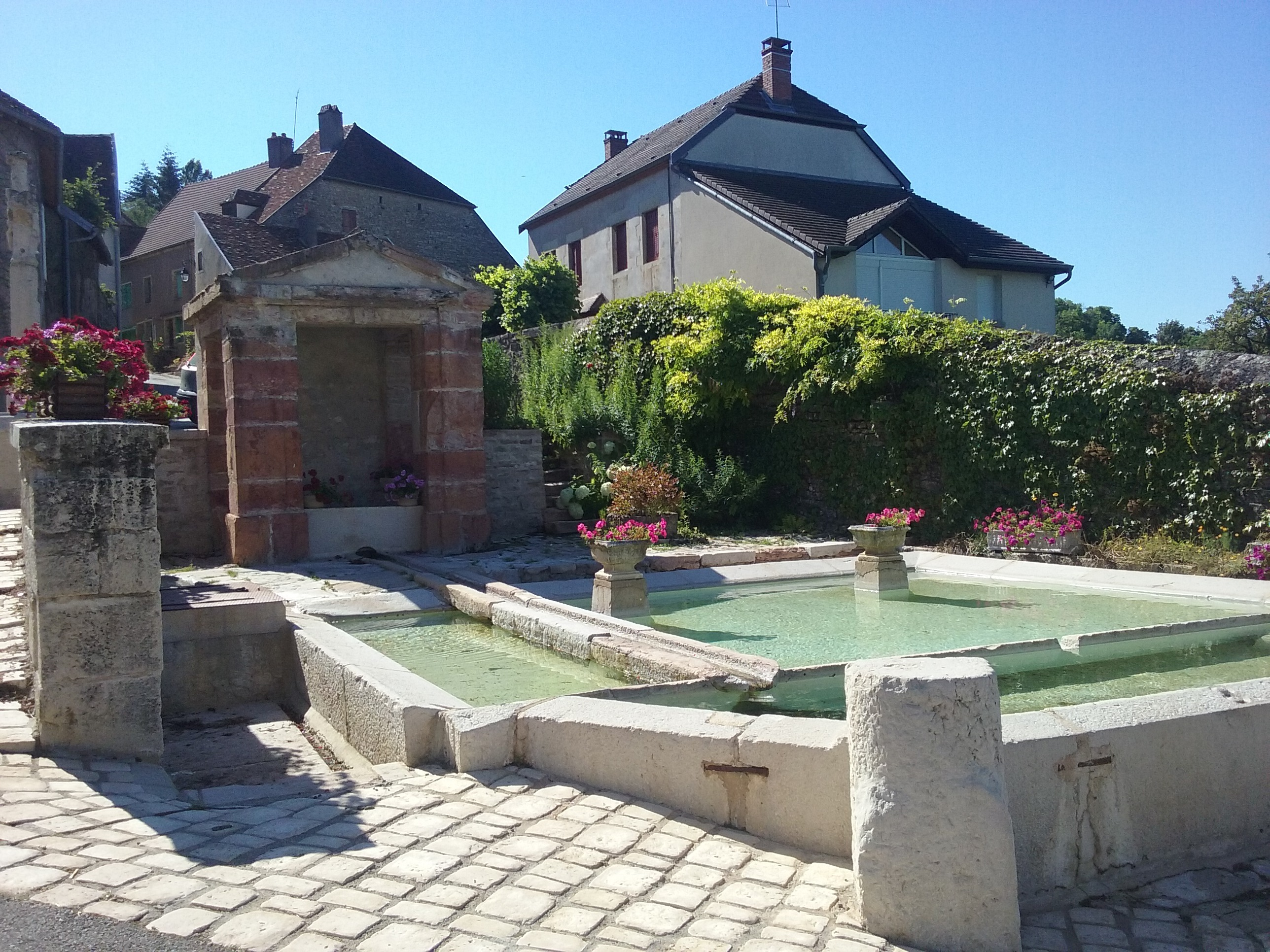
La fontaine et l'ancien lavoir.

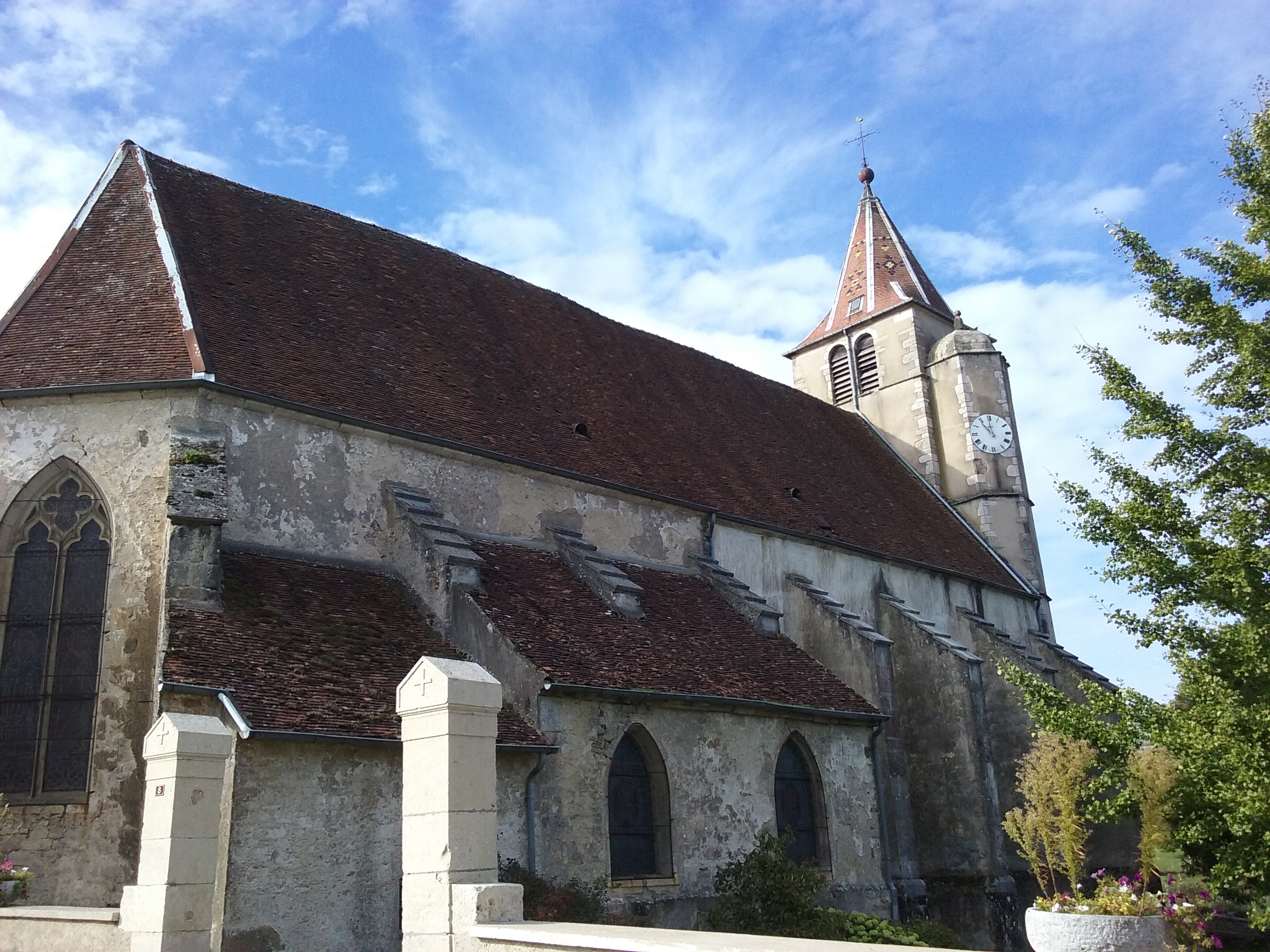
L'église Saint-Pierre.

### Lieux et monuments
- Ensemble formé par une fontaine, un lavoir et une croix,  Inscrit MH (1946, Ensemble formé par la fontaine, le lavoir et la croix, au Nord du village - inscription par arrêté du 19 novembre 1946)[19].

La fontaine date vraisemblablement du XVIIIe siècle alors que le calvaire est plus ancien XVIIe siècle).
- Oratoire avec statue du « Dieu-de-Pitié »,  Inscrit MH (1946, Oratoire avec statue du Dieu-de-Pitié, au Nord du village - inscription par arrêté du 19 novembre 1946)[20].

L’inscription du fronton nous renseigne précisément sur son origine. Il date de 1566 et fut érigé à la demande de son donateur, le Sieur Aubry de Lombardet, à l’issue de l’épidémie de peste qui avait épargné Menotey.
- L'église, XVIe siècle-XVIIe siècle est placée sous le vocable de Saint-Pierre, est contemporaine de la collégiale Notre-Dame de Dole.

On peut remarquer la ressemblance du porche d’entrée à deux arcades, encadrées de colonnes en marbre de Sampans, avec celui de la chapelle des Jésuites de Dole. Elle renferme plusieurs statues remarquables dont un saint Bernard du XVIe siècle, un saint Vernier, patron des vignerons, et un Saint Louis du XVe siècle.
- Stèles gallo-romaines (2 fac-similés): une sise au Moulin à Vent et l'autre Place du Fournil
- Croix pattées (3 croix en arkose de la Serre) : croix de La Fin, croix des Barres et croix Malatière
- Partie sud-ouest du massif de la Serre.

### Personnalités liées à la commune
- Sébastien Vaissier (Menotey 1764 - 1827) : vicaire et abbé. Précepteur du prince de Galitzin en Russie. Très charitable, il fut surnommé "le père des pauvres". Mort en Russie, un monument à sa mémoire fut érigé à Moscou.
- Joseph Eugène Jacques : l'abbé Jacques (curé de la paroisse) est l'auteur d'Histoire d'un village franc-comtois, Menotey depuis l'époque gauloise jusqu'à la Révolution, J.Declume, Lons-le-Saunier, 1883.
- Élie Louis Joseph Aviet (1826-1883) : bienfaiteur de la commune. Propriétaire de l'ancien château Bouhelier (maison de maître), il en fit don à la commune qui y installa la mairie et l'école.
- Roland Barraux (1928-2024), diplomate, écrivain et tibétologue.
- Pierre Duc (1945-) : artiste-peintre, graveur et sculpteur natif de Menotey. Ancien professeur d'art plastique.